# Canavalia molokaiensis
Canavalia molokaiensis är en ärtväxtart som beskrevs av Degener och Al. Canavalia molokaiensis ingår i släktet Canavalia och familjen ärtväxter. IUCN kategoriserar arten globalt som akut hotad. Inga underarter finns listade i Catalogue of Life.

## Bildgalleri

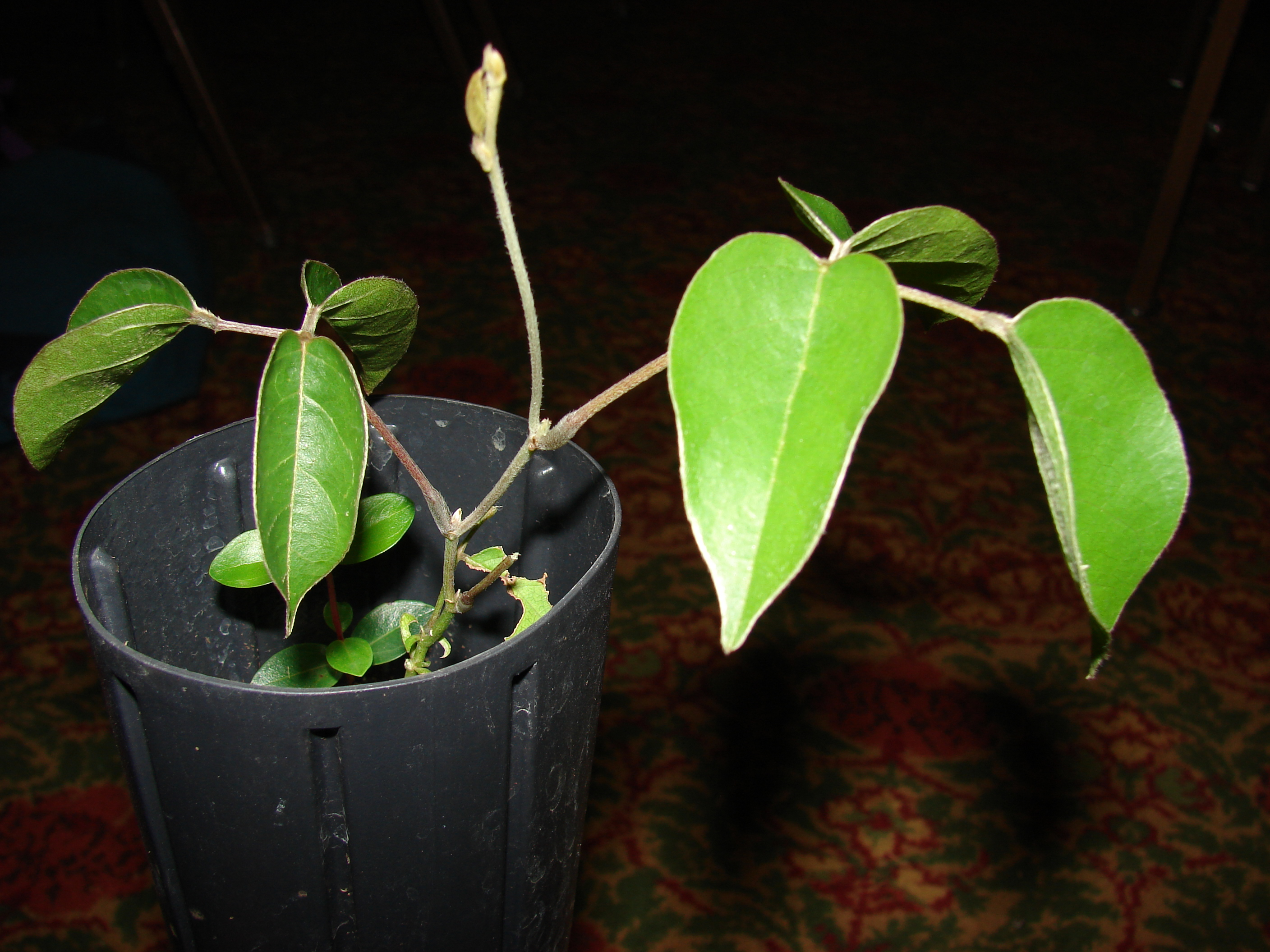
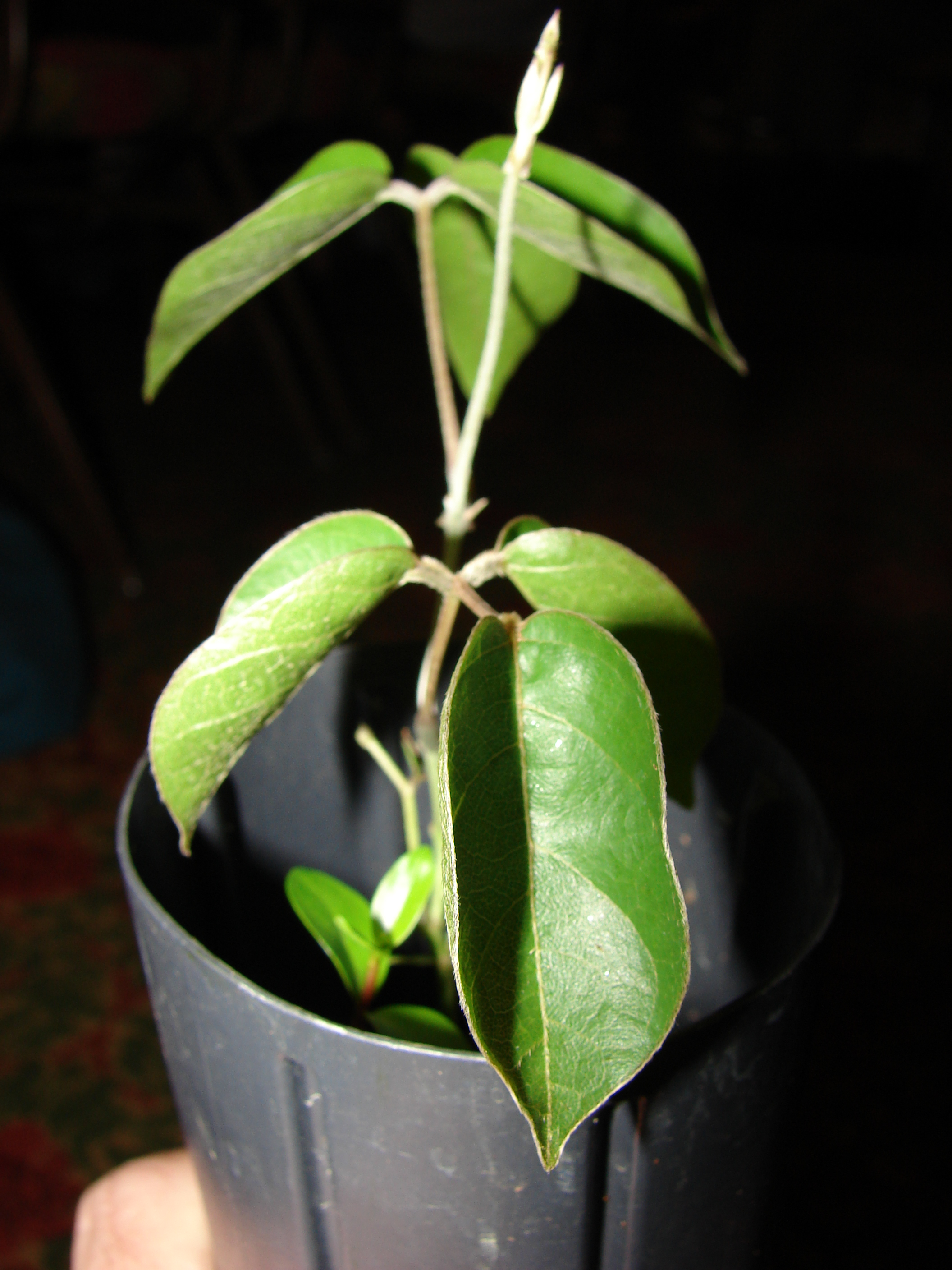